# Ерсун Янал
Ерсун Янал (тур. Ersun Yanal, нар. 17 грудня 1961, Ізмір) — турецький футбольний тренер, що зокрема очолював збірну Туреччини.
Чемпіон Туреччини на чолі «Фенербахче». 

## Кар'єра тренера
Розпочав тренерську кар'єру 1992 року, ставши тренером молодіжної команди клубу «Денізліспор». За два роки 33-річний тренер увійшов до тренерського штабу основної команди того ж клубу, а восени 1996 року очолив його.
Пропрацювавши у 1997–1998 роках головним тренером «Єні Саліхліспора», повернувся до керма «Денізліспора», в якому пропрацював ще один неповний сезон.
Перших успіхів досяг з клубом «Анкарагюджю» — під його керівництвом команда-середняк з Анкари в сезоні 2000/01 посіла шосте місце в чемпіонаті, а сезону 2001/02 сягнула четвертого рядка турнірної таблиці. Наступні два роки керував командою «Генчлербірлігі».
У квітні 2004 року отримав запрошення очолити тренерський штаб національної збірної Туреччини. Його завданням на чолі збірної була кваліфікація на чемпіонат світу 2006 року. По ходу відбіркового турніру під керівнцтвом Янала турецька команда у своїй відбірковій групі у перших дев'яти матчах зазнала лише однієї поразки, програвши з рахунком 0:3 домашній матч збірній України, і, попри низку нічийних результатів, за три тури до завершення групового етапу посідала друге місце у групі, зберігаючи гарні шанси на вихід до плей-оф. Утім керівництво Турецької футбольної федерації у червні 2005 року вирішило відправити молодого тренера у відставку і призначити на його місце значно досвідченішого Фатіха Теріма.
Того ж 2005 року Янал повернувся до клубної роботи на півтора року ставши головним тренером «Манісаспора». Потім неповні два сезони пропрацював на чолі команди «Трабзонспора» і півтора року очолював «Ескішехірспор».
Влітку 2013 року був запрошений очолити команду «Фенербахче». Попри мінімальну поразку 0:1 у Суперкубку Туреччини від «Галатасарая» та поразку 2:3 у першому турі чемпіонату 2013/14 від новачка ліги «Коньяспора», команда Янала покращила гру і виграла наступні п'ять матчів чемпіонату, вийшовши в лідери першості. В наступному «Фенербахче» першої позиції турнірної позиції не залишив і за три тури до завершення чемпіонату забезпечив собі здобуття чемпіонського титулу. Після цього успіху контракт тренера зі стамбульським грандом було подовжено на два роки, проте ще до початку наступного сезону, 9 серпня 2014 року, він пішов у відставку, зазначивши відмінність поглядів з керівництвом клубу. 
У листопаді 2014 року очолив тренерський штаб «Трабзонспор», привів команду до п'ятого місця у чемпіонаті Туреччини 2014/15, проте по завершенні сезону залишив команду.
1 червня 2016 року знову став головним тренером «Трабзонспора», цього разу команда з Трабзона під його керівництвом стала сьомою в сезоні 2016/17, а на початку сезону 2017/18, після низки невдалих результатів, удруге залишив цю команду.
У грудні 2018 року повернувся на тренерський місток «Фенербахче», який під керівництвом нідерландців Філліпа Коку і Ервіна Кумана відверто провалив першу половину сезону 2018/19, здобувши лише шість перемог у 24 матчах. Янал дещо покращив результати команди, утім сезон вона завершила на шостому місці у турнірній таблиці Суперліги, уперше за довгий час опинившись поза зоною єврокубків. Наступного сезону «Фенербахче» також не зумів нав'язати боротьбу за перші місця у турецькій першості, і на початку березня 2020 року Ерсун Янал знову залишив цю стамбульську команду.

### Тренерська статистика
Станом на 10 серпня 2020 року
| «Денізліспор»     | Туреччина | 5 вересня 1996    | 14 листопада 1996 | 10  | 2   | 3   | 5   | 20,00 |
| «Єні Саліхліспор» | Туреччина | 11 вересня 1997   | 31 травня 1998    | 32  | 12  | 7   | 13  | 37,50 |
| «Денізліспор»     | Туреччина | 1 серпня 1998     | 31 травня 1999    | 38  | 24  | 6   | 8   | 63,16 |
| «Анкарагюджю»     | Туреччина | 17 липня 2000     | 19 червня 2002    | 73  | 34  | 16  | 23  | 46,58 |
| «Генчлербірлігі»  | Туреччина | 19 червня 2002    | 15 травня 2004    | 86  | 44  | 19  | 23  | 51,16 |
| Туреччина         | Туреччина | 28 квітня 2004    | 8 червня 2005     | 15  | 8   | 4   | 3   | 53,33 |
| «Манісаспор»      | Туреччина | 13 жовтня 2005    | 19 березня 2007   | 58  | 21  | 11  | 26  | 36,21 |
| «Трабзонспор»     | Туреччина | 27 жовтня 2007    | 28 квітня 2009    | 62  | 30  | 12  | 20  | 48,39 |
| «Ескішехірспор»   | Туреччина | 2 січня 2012      | 31 травня 2013    | 75  | 29  | 24  | 22  | 38,67 |
| «Фенербахче»      | Туреччина | 28 червня 2013    | 9 серпня 2014     | 40  | 24  | 6   | 10  | 60,00 |
| «Трабзонспор»     | Туреччина | 12 листопада 2014 | 2 липня 2015      | 36  | 17  | 9   | 10  | 47,22 |
| «Трабзонспор»     | Туреччина | 1 червня 2016     | 16 жовтня 2017    | 50  | 20  | 15  | 15  | 40,00 |
| «Фенербахче»      | Туреччина | 14 грудня 2018    | 3 березня 2020    | 56  | 27  | 15  | 14  | 48,21 |
| Разом             | Разом     | Разом             | Разом             | 630 | 291 | 147 | 192 | 46,19 |

## Титули і досягнення
- Чемпіон Туреччини (1):

«Фенербахче»: 2013-2014